# Sabethes luxodens
Sabethes luxodens är en tvåvingeart som beskrevs av Hall, Howard och Ralph E. Harbach 1999. Sabethes luxodens ingår i släktet Sabethes och familjen stickmyggor. Inga underarter finns listade i Catalogue of Life.